# Demeure Delort
Pour les articles homonymes, voir Delort.
La demeure Delort est un monument situé à Arbois dans le département du Jura. L'édifice est inscrit aux monuments historiques depuis 2006.